# Ngagara
Ngagara è un comune del Burundi situato nella provincia di Bujumbura Mairie con 23.167 abitanti (stima 2004)